# Xanthichthys
Xanthichthys är ett släkte av fiskar. Xanthichthys ingår i familjen tryckarfiskar.
Kladogram enligt Catalogue of Life:
| Xanthichthys | \| \| Xanthichthys auromarginatus \| \| \| \| \| \| Xanthichthys caeruleolineatus \| \| \| \| \| \| Xanthichthys lima \| \| \| \| \| \| Xanthichthys lineopunctatus \| \| \| \| \| \| Xanthichthys mento \| \| \| \| \| \| Xanthichthys ringens \| \| \| \| |
|              | \| \| Xanthichthys auromarginatus \| \| \| \| \| \| Xanthichthys caeruleolineatus \| \| \| \| \| \| Xanthichthys lima \| \| \| \| \| \| Xanthichthys lineopunctatus \| \| \| \| \| \| Xanthichthys mento \| \| \| \| \| \| Xanthichthys ringens \| \| \| \| |
|              | Abalistes |
|              | |
|              | Balistapus |
|              | |
|              | Balistes |
|              | |
|              | Balistoides |
|              | |
|              | Canthidermis |
|              | |
|              | Melichthys |
|              | |
|              | Odonus |
|              | |
|              | Pseudobalistes |
|              | |
|              | Rhinecanthus |
|              | |
|              | Sufflamen |
|              | |
|              | Xenobalistes |
|              | |
|              | Xanthichthys auromarginatus |
|              | |
|              | Xanthichthys caeruleolineatus |
|              | |
|              | Xanthichthys lima |
|              | |
|              | Xanthichthys lineopunctatus |
|              | |
|              | Xanthichthys mento |
|              | |
|              | Xanthichthys ringens |
|              | |

|  | Xanthichthys auromarginatus   |
|  |                               |
|  | Xanthichthys caeruleolineatus |
|  |                               |
|  | Xanthichthys lima             |
|  |                               |
|  | Xanthichthys lineopunctatus   |
|  |                               |
|  | Xanthichthys mento            |
|  |                               |
|  | Xanthichthys ringens          |
|  |                               |

## Bildgalleri

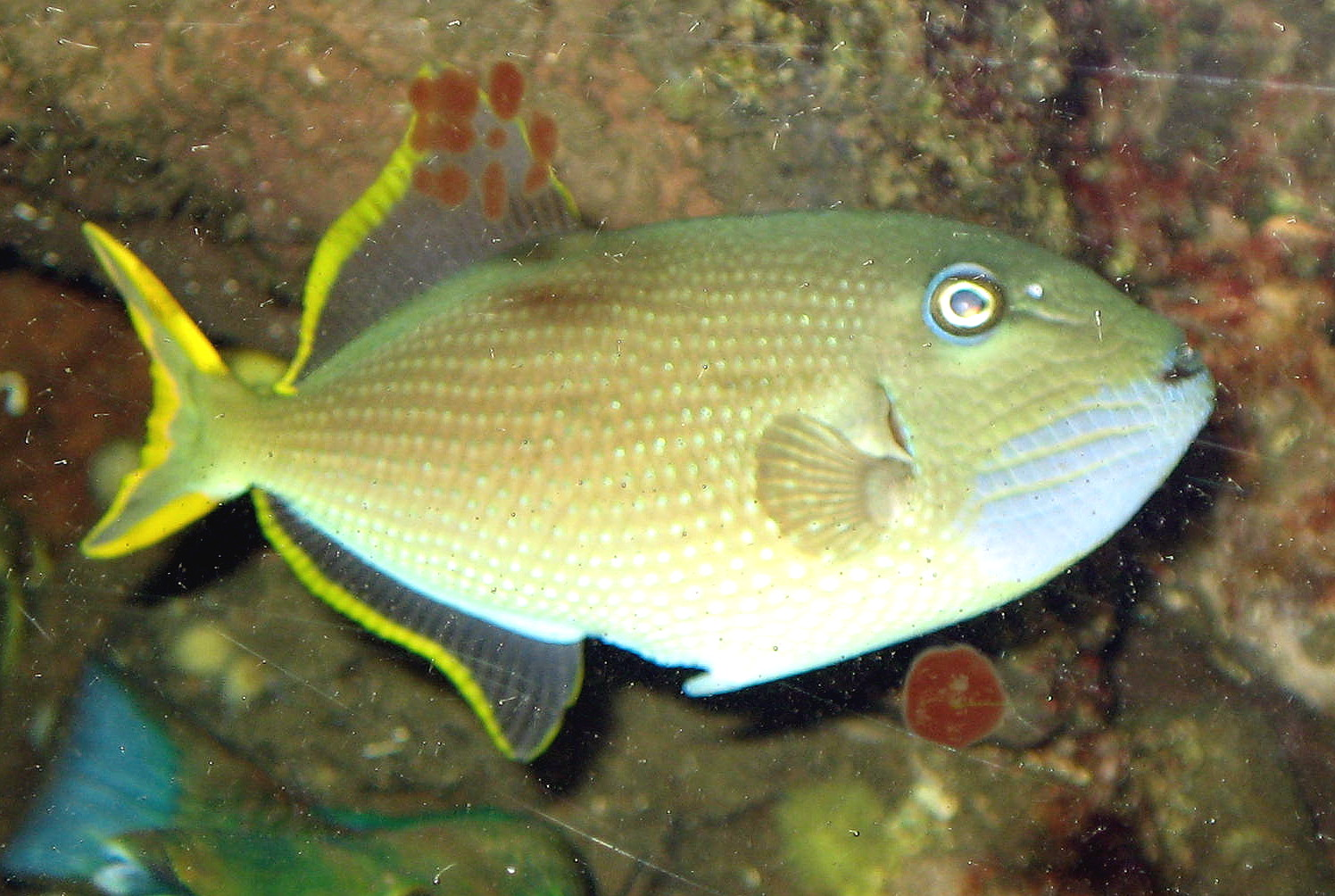